# Elias Schmidt

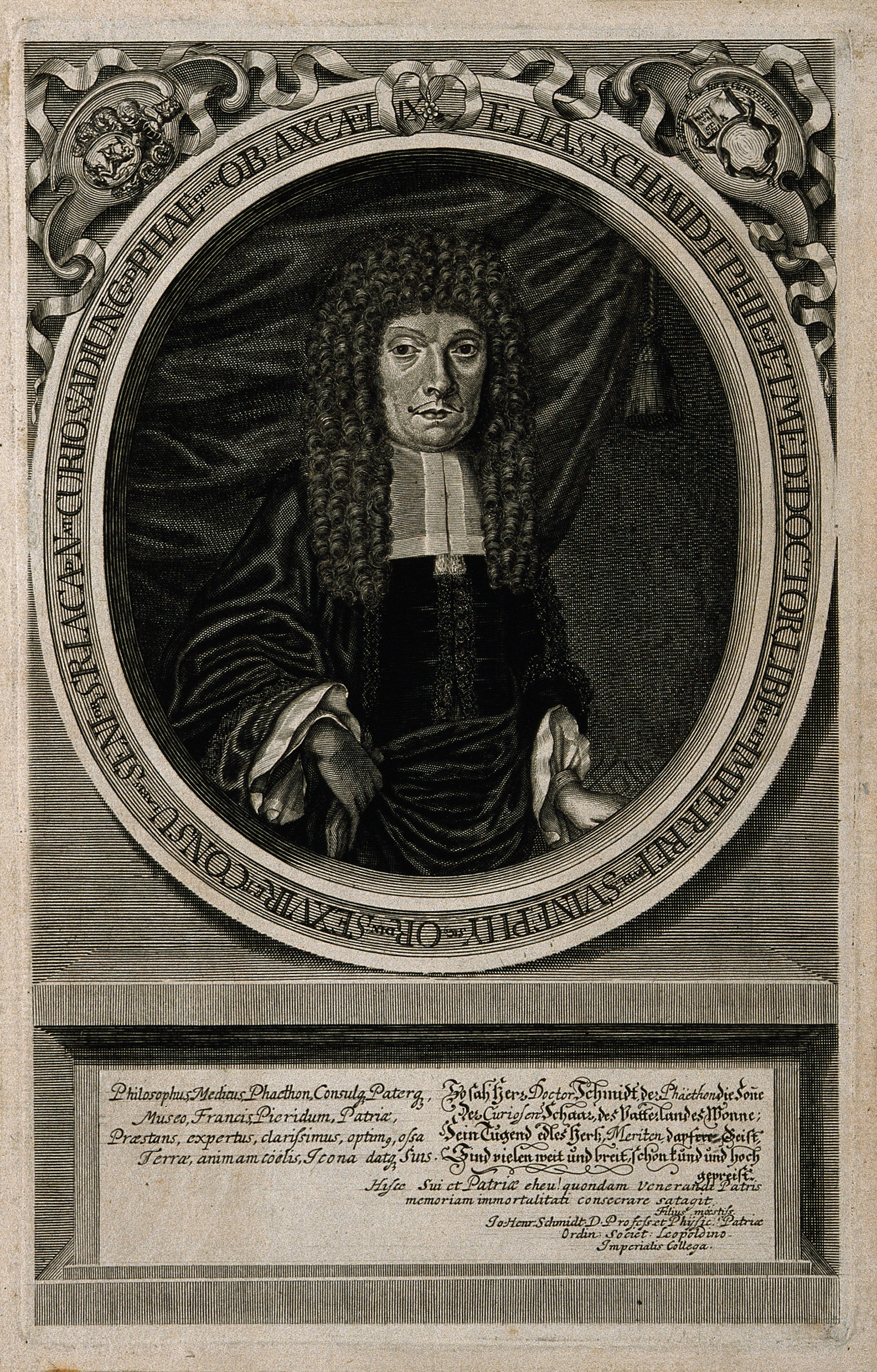
Elias Schmidt

Elias Schmidt (* 19. Juli 1630 in Burghaslach; † 27. Februar 1690) war ein deutscher Mediziner und Stadtphysicus in Schweinfurt.

## Leben und Wirken
Elias Schmidt, Sohn des Pfarrers Nicolaus Schmidt und seiner Frau Barbara, geborene Martin, wurde nach dem Tod des Vaters 1637 von seinem Vormund Johann Philipp Sachs, Chirurg in Schweinfurt, erzogen. Nach dem Besuch der Lateinschule und des Gymnasiums studierte Schmidt von 1653 bis 1658 Medizin an der Universität Leipzig. Nach einer zehnmonatigen Studienreise in Italien beendete er seine Studien mit der Promotion am 14. März 1659 in Padua und ließ sich danach in Schweinfurt nieder. Am 5. September 1661 wurde Schmidt mit dem akademischen Beinamen Phaeton I. als Mitglied (Matrikel-Nr. 20) in die Academia Naturae Curiosorum, die heutige Leopoldina, aufgenommen. Nach dem Tod des amtierenden Stadtphysicus Johann Lorenz Bausch 1665 wurde Schmidt zusammen mit Johann Michael Fehr zum neuen Stadtphysicus berufen. 1670 wird er in den Rat der Stadt Schweinfurt gewählt.
Schmidt spielt eine wichtige Rolle für die Bausch-Bibliothek, die von Leonhard Bausch begonnene und durch seinen Sohn Johann Lorenz Bausch fortgeführte Gelehrtenbibliothek. In seinem Testament vom 9. Dezember 1643 verfügte Johann Lorenz Bausch, dass die Bibliothek zu Gunsten seines Bruders, dem Apotheker Johann Heinrich Bausch, und dessen Erben vermacht wird, unter der Bedingung, dass sie im Besitz eines Mediziners bleiben soll.

„Wie auch meine gantze Bibliothec, wie sie von mir mitt eigner hand in vorhandenem catalogo auffgezeichnet; doch diese dergestalt, wo ihm Gott ein Söhnlein, so medicinam studiren würde oder seinem lieben döchterlein nach erlebten mannbaren alter, einen Medicum zur ehe bescheren mögte. Im widrigen fall aber soll solche bibliothec E. E. rhat allhier gemeiner Statt zum besten, legirt und verschafft sein: in allen fällen aber nichts davon distrahirt sondern stetigs beisammen gelaßen werden soll.“

Durch die Heirat von Elias Schmidt mit der Tochter von Johann Heinrich Bausch, Margaretha Barbara (1641–1689), am 21. Juni 1659 wurde dieser Bedingung Rechnung getragen. Schmidt vermachte die Bibliothek seinem Sohn Johann Heinrich Schmidt, der ebenfalls Arzt und Mitglied der Leopoldina wurde. Der Mediziner Johann Christoph Schmidt war sein Enkel.